# Cerkiew św. Mikołaja w Rzepedzi
Cerkiew św. Mikołaja Cudotwórcy w Rzepedzi – drewniana cerkiew z 1824, obecnie wykorzystywana wspólnie przez katolików obrządku łacińskiego i bizantyjskiego. Cerkiew jest położona w dolinie potoku Rzepedka dopływu Osławy. Typowa cerkiew wschodniołemkowska.
Świątynia włączona do podkarpackiego Szlaku Architektury Drewnianej.

## Historia
Cerkiew powstała w 1824 na miejscu wcześniejszej. W 1869 uzupełniono jej wyposażenie wnętrza o ikonostas, w 1896 – przebudowano. Cerkiew była czynna do Akcji „Wisła”, kiedy ukraińscy mieszkańcy okolicy zostali wywiezieni, a Ludowe Wojsko Polskie splądrowało wnętrze, zabierając m.in. wszystkie dzwony. Cerkiew zaadaptowano na rzymskokatolicką kaplicę pogrzebową, dzięki czemu uniknęła całkowitej ruiny. W latach 1970–1973 została wyremontowana z oddolnej inicjatywy pozostałych na miejscu (lub powracających) grekokatolików mimo przejawów represji ze strony SB. W 1976 rzymskokatolicki biskup przemyski wyraził zgodę na otwieranie cerkwi w najważniejsze święta. W 1987 cerkiew została otwarta na stałe.

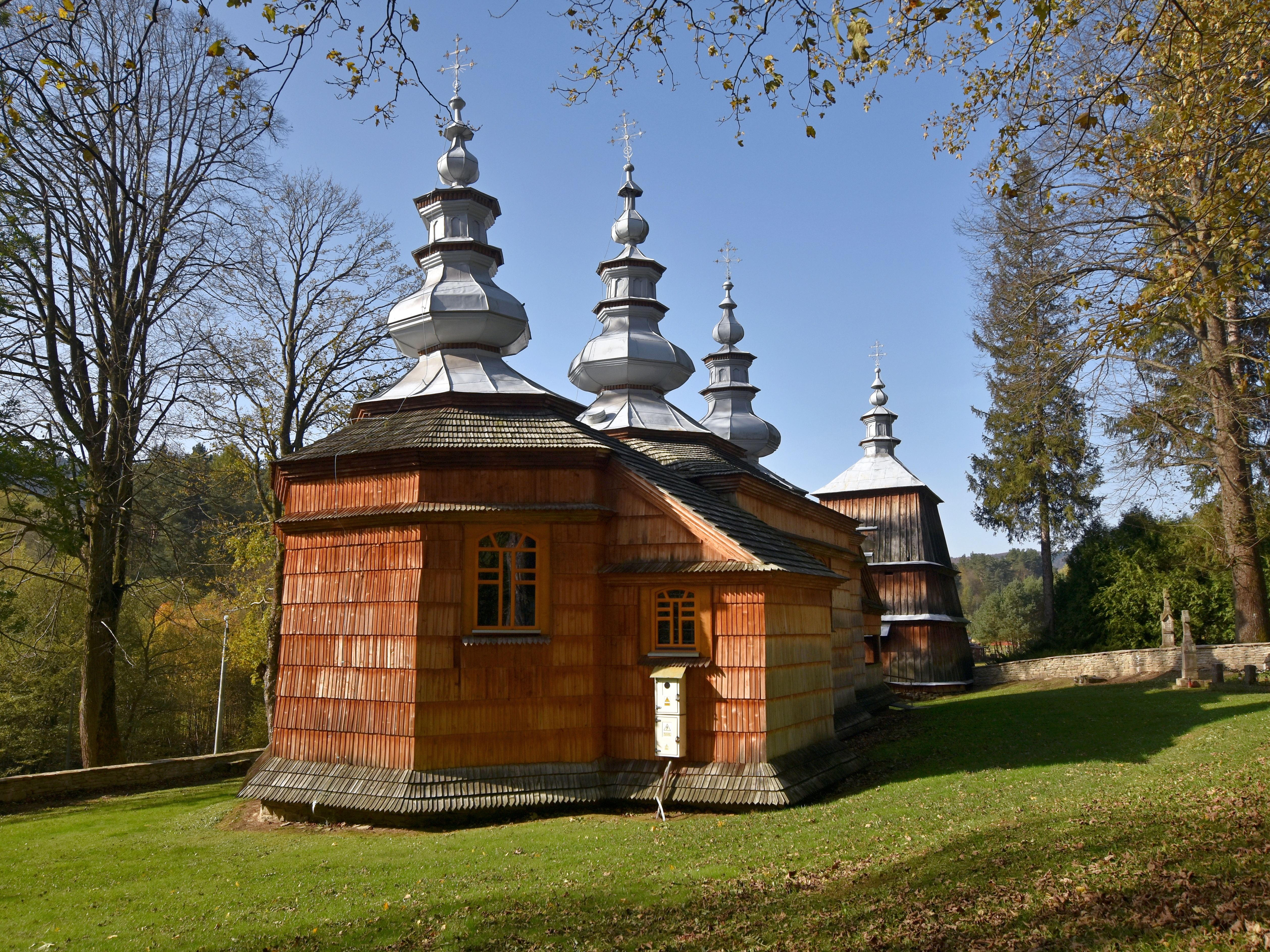
Cerkiew od wschodniej strony
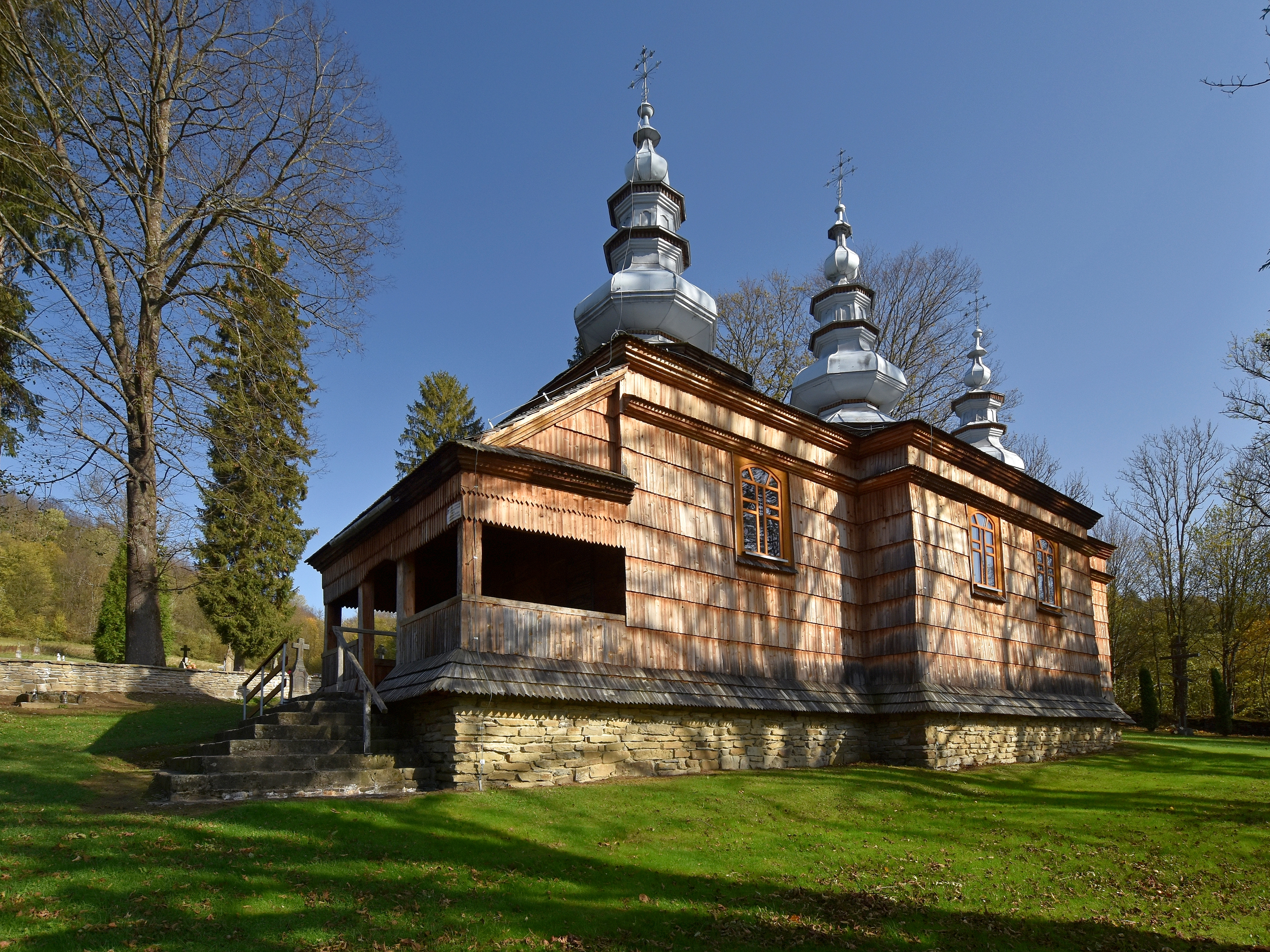
Od południa
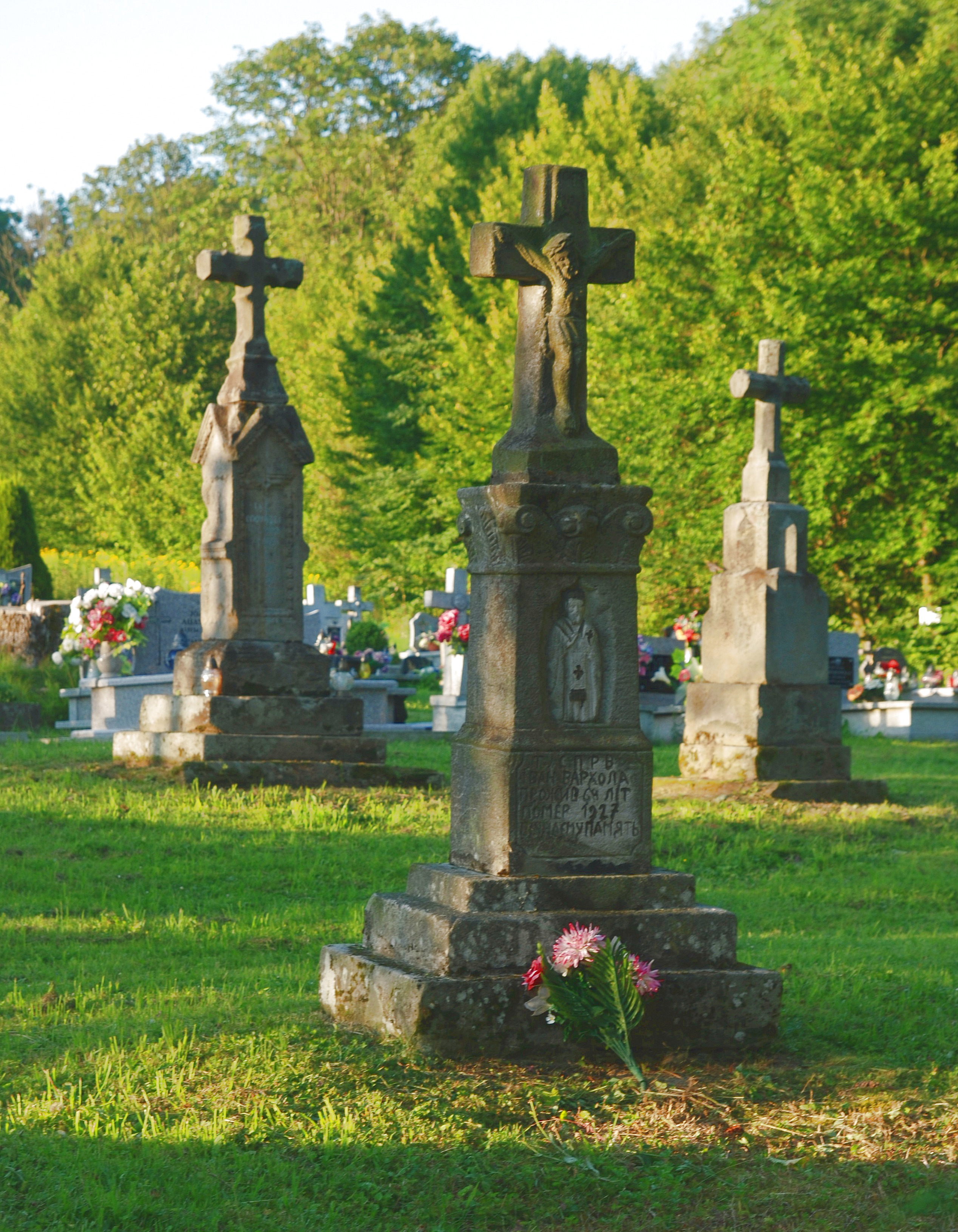
Na przycerkiewnym cmentarzu

## Architektura
Do budowy cerkwi wykorzystano drewno oraz kamień łamany, z którego wykonana jest jej podmurówka. Bryła cerkwi, typ cerkwi łemkowskiej jest trójdzielna, konstrukcji zrębowej. Od strony prezbiterium znajduje się zakrystia. Dzwonnica cerkiewna jest konstrukcją wolnostojącą, dwukondygnacyjną. 
We wnętrzu cerkwi zachowała się część jej oryginalnego wyposażenia, trzy ołtarze boczne, oryginalna dekoracja malarska chóru oraz czterorzędowy ikonostas wykonany przez Josipa Bukowczyka (część ikon została skradziona).